# Mas Bellfort (Manlleu)
El Mas Bellfort és una masia de Manlleu (Osona) declarada bé cultural d'interès nacional.

## Descripció
És una masia de planta rectangular coberta a quatre vessants. El portal està situat a l'extrem esquerre i és adovellat: les finestres del primer pis són de tipus goticitzant, les del segon són menys treballades. Una de les finestres del primer pis està decorada amb motllures que formen un soguejat i nusos igual que el trencaaigües que acaba en un cul de llàntia on figuren un rostre masculí i altre femení.
A la part esquerra hi ha una torre de planta quadrada de quatre pisos amb les cantoneres de pedra ben treballades i coberta a quatre vessants. També té finestres gòtiques, tres d'elles tapiades.
El mas i les dependències agrícoles junt amb la lliça són tancats per un mur de tàpia i un portal cobert. A ponent hi ha un cos de galeries d'arc rebaixat sostingudes per pilars.
A llevant hi ha una petita capella, dedicada a sant Francesc d'Assís, adossada construïda amb pedra i còdols i coberta a dues vessants, convertida actualment en quadra pel bestiar. Conserva unes nervacions ogivals que desemboquen al mur en cul de llàntia. Al mur de ponent hi ha una finestra tapiada que devia comunicar amb el mas. A la part de migdia hi ha el portal d'entrada, la llinda del qual presenta volutes esculturades. Al damunt hi ha una altra finestra, cegada, amb les mateixes volutes a la part superior, i la data 1577 al centre. A la dreta del portal hi ha una finestra de tipus romànic.

## Història
Els antics propietaris del mas Bellfort eren homes de la petita noblesa; la casa està documentada des del 1161 com a domus o casa forta. Del segle xvi en endavant fou habitat per pagesos i va perdre les seves antigues atribucions nobiliàries.
Durant els segles xvi i xvii, Manlleu- igual que la resta de Catalunya- es veié implicada en el fenomen del bandolerisme i la guerra. Foren importants els conflictes entre el bàndol dels nyerros i el dels cadells. Els Bellfort de Manlleu hi participaren activament al costat dels cadells. Testimoni d'aquestes lluites de principis de segle xvii és la torre de defensa que encara avui es conserva en aquesta masia.
Sota la base de les edificacions actuals hi ha restes que podrien remuntar-se als segles XII o XIII.